# Духума
Духума (англ. Doohoma; ирл. Dubh Thúama, «чёрная могила») — деревня в Ирландии, находится в графстве Мейо (провинция Коннахт). Названа в честь братской могилы жертв Великого голода, находящейся поблизости в песчаных дюнах; численность местного населения в те годы упало с 455 человек в 1841 году до 218 человек в 1851 году.
Духума — собирательное имя для шести таунлендов (Doohoma Head (Cean Romhar), Crook na Mona, Bunnafully, Tallaghan, Roy Carter и Roy Bingham).